# Pselliophora aurantia
Pselliophora aurantia är en tvåvingeart som beskrevs av Enrico Adelelmo Brunetti 1918. Pselliophora aurantia ingår i släktet Pselliophora och familjen storharkrankar. Inga underarter finns listade i Catalogue of Life.